# منزل على (السبرة)

تعديل مصدري - تعديل

منزل على هي إحدى قرى عزلة مطاية بمديرية السبرة التابعة لمحافظة إب، بلغ تعداد سكانها 950 نسمة حسب تعداد اليمن لعام 2004.